# Ringsfallegöl
Ringsfallegöl är en sjö i Västerviks kommun i Småland och ingår i Botorpsströmmens huvudavrinningsområde. Sjön har en area på 0,0841 kvadratkilometer och ligger 96,2 meter över havet.

## Delavrinningsområde
Ringsfallegöl ingår i det delavrinningsområde (641114-152538) som SMHI kallar för Utloppet av Kogaren. Medelhöjden är 92 meter över havet och ytan är 27,06 kvadratkilometer. Räknas de 18 avrinningsområdena uppströms in blir den ackumulerade arean 271,81 kvadratkilometer. Avrinningsområdets utflöde Botorpsströmmen (Tynnsån) mynnar i havet. Avrinningsområdet består mestadels av skog (47 procent), öppen mark (12 procent) och jordbruk (29 procent). Avrinningsområdet har 2,16 kvadratkilometer vattenytor vilket ger det en sjöprocent på 8 procent.